# Alessandro Orefice
Pour les articles homonymes, voir Orefice.
Alessandro Orefice, né le 31 août 1984 à Bologne en Italie, est un entraîneur italien de volley-ball.

## Biographie

### Carrière en club
Après avoir entraîné des équipes de jeunes, il intègre le staff technique du Forlín Bologne lors de la saison 2012-2013. De 2013 à 2016, il est à la tête du club de l'Idea, toujours dans la région d'Émilie-Romagne, et évolue dans les championnats de Serie C et Serie B1.
Lors de la saison 2016-2017, il rejoint le Championnat de France en intègrant le staff de Giulio Bregoli (sv) au Saint-Raphaël Var. Au début de ce même exercice, il remporte la Supercoupe de France. En 2017, il s'engage avec le RC Cannes où il est chargé de la préparation physique lors de sa première année, avant de devenir l'adjoint de Riccardo Marchesi (it) lors des deux saisons suivantes,. Au cours de sa période sur la Côte d'Azur, il remporte la Coupe de France en 2018, la Ligue AF en 2019, ainsi que la Supercoupe de France, également en 2019.
En 2020, il est nommé au poste d'entraîneur principal du Pays d'Aix Venelles, club au sein duquel il évolue durant deux saisons et remporte la Coupe de France en 2020. En 2022, il est recruté par le Stade français Paris Saint-Cloud, où il signe un contrat de trois saisons. Lors de l'exercice 2023-2024, il décroche le premier titre de champion de France de l'histoire du club, après la double victoires de son équipe en finale des play-offs face à Nantes,. Il remporte un deuxième titre national lors de la saison 2024-2025,,.

### En sélection nationale
En 2020, il rejoint le staff technique de Lorenzo Micelli (it), chargé de la préparation physique, au moment où celui-ci est nommé au poste de sélectionneur de l'équipe féminine d'Estonie. À la suite de la démission de Micelli, il est nommé nouveau sélectionneur de l'Estonie au printemps 2022. Il obtient le premier titre de l'histoire de la sélection en remportant la Ligue d'argent européenne en 2023. 
Le 16 janvier 2024, il devient le nouveau sélectionneur de l'équipe féminine de Slovénie.

## Palmarès

### Club
- Championnat de France (3) :
  - Vainqueur en 2019, 2024, 2025.
  - Finaliste en 2018.

- Coupe de France (2) :
  - Vainqueur en 2018, 2020.

- Supercoupe de France (2) :
  - Vainqueur en 2016, 2019.
  - Finaliste en 2024.

### Sélection nationale
- Ligue d'argent européenne (1) : 
  -  Vainqueur en 2023.